# لاري تايلور (سياسي)
لاري تايلور (بالإنجليزية: Larry Taylor)‏ هو سياسي أمريكي، ولد في 25 يونيو 1960 بفريندزوود في الولايات المتحدة. حزبياً، نشط في الحزب الجمهوري. وقد انتخب عضو مجلس نواب تكساس وانتخب عضو مجلس ولاية تكساس.

## وصلات خارجية
- الموقع الرسمي